# Hiéroglyphe égyptien Q5
Pour les articles homonymes, voir Coffre (homonymie).
Le hiéroglyphe égyptien (coffre) est classifié dans la section Q « Mobilier domestique et funéraire » de la liste de Gardiner ; il y est noté Q5.

## Représentation
Il représente un coffre d'apparence très variable. 

## Utilisation
C'est un déterminatif de terme désignant une boite, un coffre.